# تک‌تیرانداز نخبه ۴
تک تیرانداز نخبه ۴ یک بازی ویدئویی در سبک تیراندازی سوم شخص است که در سال ۲۰۱۷ برای پلتفرم‌های پی سی، پلی استیشن ۴، اکس باکس وان عرضه شده‌است.
جریانات این بازی پس از قسمت سوم و در ایتالیا دنبال می‌شود.

## داستان بازی
داستان بازی در مورد تک تیرانداز S.O.E بریتانیا به نام ستوان «کارل فیربرن» است که در تمام قسمت‌های این سری به عنوان شخصیت اصلی حضور داشته‌است.
در این داستان که حوادث آن پس از تک تیرانداز نخبه ۳ ادامه می‌یابد؛ سال ۱۹۴۳ متفقین به ایتالیا حمله می‌کنند و فیربرن مأمور می‌شود تا از پروژهٔ سری دیگری پرده بردارد پس برای انجام این مأموریت به ایتالیا اعزام می‌شود جایی که نازی‌ها سلاح سری خود را کامل می‌کنند.
زمانی وجود این سلاح ثابت شد که در جزیرهٔ سن سلینی یکی از کشتی‌های ناوگان سلطنتی توسط این سلاح جدید که یک موشک هدایت شونده ضد کشتی بود غرق شد.
در این بازی ساخت این موشک قابل هدایت تحت نظارت دانشمندی به نام «آندریاس کسلر»  و ژنرال عالیرتبه «هاینز باوم» صورت گرفته‌است.

## روند بازی
بازی عناصر سنتی خود (مانند دوربین سوم شخص) را حفظ کرده‌است و حتی قابلیت‌های جدیدی را یه شخصیت اصلی اضافه نموده‌است.
دوربین ایکس-ری مانند دیگر شماره‌ها نیز در این بازی وجود دارد. هنگامی که بازیکن در فاصلهٔ دور از دشمن باشد و با تفنگ تک تیرانداز شلیک کند مسیر گلوله و مسیر حرکت آن را در بدن دشمن نیز نشان می‌دهد.
علاوه بر کشتن با تفنگ موارد دیگری به سیستم مبارزه‌ای بازی افزوده شده‌است و می‌توان با مشت، سرنیزه و … دشمنان را از پای درآورد. حالت «Stealth Kill» به صورت پیشرفته تر نیز به سیستم مبارزه افزوده شده‌است.
هوش مصنوعی بازی قدرتمندتر شده و دشمنان از هوش زیادی در این نسخه برخوردارند؛ مثلاً اگر یکی از دشمنان کشته شود باقی دشمنان به صورت فعالانه به دنبال بازیباز خواهند گشت.
یک نکتهٔ مهم دراین بازی امکان تغییر درجه سختی بعد از اتمام هر مرحله است یعنی بدین شکل بازیکن می‌تواند یک مرحله را در درجهٔ «Cadet» و مرحلهٔ دیگر را در درجهٔ «Marksman» پیش ببرد و محدودیتی در انتخاب درجه سختی ندارد. (مانند برخی از بازی‌ها که تنها اجازه می‌دهند بازیباز درجات پایین‌تر را در حین بازی انتخاب نمایند)
بازیکنان در این نسخه همانند نسخه‌های پیشین می‌توانند با استفاده از دینامیت، مین زمینی، مین تله‌ای، کوکتل مولوتف و سایر مواد منفجره دشمنان را از بین ببرند.
یکی از قابلیت‌های جدیدی که به شخصیت اصلی اضافه شده‌است، قابلیت بالا رفتن از دیوارها است که مشابه آنرا در بازی‌هایی مانند سری بازی «کیش یک آدمکش» می‌توان دید.

شمارهٔ ۴ این بازی نقشه‌های بزرگتری نسبت به سری سوم خود دارد و همچنین بازی آزادی عمل بیشتری در انجام این مأموریت‌ها به بازیباز می‌دهد. این نسخه همانند نسخه قبلی نیز دارای بخش چند نفره و آنلاین است.
| گردآورنده | امتیاز                                                      |
| --------- | ----------------------------------------------------------- |
| متاکریتیک | (پی سی) ۷۸/۱۰۰ (پلی استیشن ۴) ۷۷/۱۰۰ (ایکس باکس وان) ۸۱/۱۰۰ |

| ناشر                     | امتیاز  |
| ------------------------ | ------- |
| دستراکتید                | 8/10    |
| الکترونیک گیمینگ مانثلی  | 8/10    |
| گیم اینفورمر             | 7.75/10 |
| گیم رولیشن               | [ ۹ ]   |
| گیم‌اسپات                 | 8/10    |
| گیمز ریدار+              | [ ۱۱ ]  |
| آی‌جی‌ان                   | 8.3/10  |
| پی‌سی گیمر (ایالات متحده) | 84/100  |
| پولیگان                  | 6.5/10  |
| VideoGamer.com           | 7/10    |

## دنباله
در  اواخر ۲۰۲۱ ساخت دنباله‌ای به نام تک‌تیرانداز نخبه ۵(به انگلیسی:Sniper Elite 5 تأیید شد و اعلام شد این بازی در سال ۲۰۲۲ برای مایکروسافت ویندوز، پلی استیشن ۴ پلی استیشن ۵ ایکس باکس وان|ایکس باکس سری ایکس و اس عرضه می‌شود. داستان بازی پس از نسخه ی چهارم در فرانسه روایت می‌شود